# San Miniato al Monte
San Miniato al Monte (sveti Miniat na gori) je cerkev v Firencah, osrednji Italiji, ki stoji na vrhu ene najvišjih točk v mestu. Opisana je kot ena najlepših romanskih struktur v Toskani in ena najbolj razglednih cerkva v Italiji. Ob vznožju stopnic, desno od bazilike je Olivetanski samostan (Olivetanci ali red Gospe iz gore Olivet je red, ki je bil formalno priznan leta 1344. Od leta 1960 so ustanovili skupino Olivetancev v Benediktinski konfederaciji). 

## Zgodovina
Sveti Miniat (armensko Մինաս) je bil armenski princ, ki je služil v rimski vojski pod cesarjem Decijem. Ko je postal puščavnik, je bil obsojen kot kristjan in pripeljan pred cesarja, ki je taboril pred vrati Firenc. Cesar mu je ukazal, naj ga vržejo zverem v amfiteatru, kjer so spustili panterja, vendar ga ni hotel požreti. Obglavljen v navzočnosti cesarja, je domnevno pobral svojo glavo, prečkal Arno in se odpravil na hrib Mons Fiorentinus v svoje zatočišče. Na tem mestu so pozneje postavili svetišče in tam je bila do 8. stoletja kapela. Gradnjo sedanje cerkve je leta 1013 začel škof Alibrando in jo je financiral cesar Henrik II.. Sosednji samostan je začela graditi benediktinska skupnost, nato so prišle gregorijanske reforme in je prešel pod  Cluny, nato pa leta 1373 k olivetancem, ki ga še vedno vodijo. Menihi delajo znane likerje, med in zeliščne čaje, ki jih prodajajo v trgovini poleg cerkve.

## Notranjost
Notranjost kaže zgodnjo značilnost kora, ki se dvigne na ploščad nad veliko kripto. Spremenila se je malo, od kar je bila prvič zgrajena. Vzorec tlaka izvira iz leta 1207. V središču ladje prevladuje lepa samostojna Cappella del Crocefisso (kapela Križanja), ki jo je leta 1448 izdelal Michelozzo. Prvotno je vsebovala čudežno križanje, sedaj v cerkvi Santa Trìnita in je bila okrašena s paneli za katere so mislili, da jih je naslikal Agnolo Gaddi. Terakota dekoracija obokov je delo Luca della Robbia.
Mozaik  Kristus med Devico in sv. Miniatom je bil izdelan leta 1297.
Grobnica je najstarejši del cerkve in visoki oltar naj bi vseboval kosti samega sv. Miniata (čeprav obstajajo dokazi, da so bili ti odstranjeni v Metz v Loreni, preden je bila cerkev zgrajena). V obokih so freske Tadea Gadia.
Vzdignjen kor s prezbiterijem ima veličastno romansko prižnico in zaslon iz leta 1207. V apsidi prevladuje velik mozaik iz leta 1297, ki prikazuje isti predmet kot na fasadi in je verjetno istega umetnika. Križanje nad visokim oltarjem se pripisuje Luci della Robbii. Zakristija je okrašena z velikim ciklusom fresk o življenju sv. Benedikta, ki ga je naslikal Spinello Aretino (1387).

### Kapela portugalskega kardinala
Cappella del Cardinale del Portogallo – kapela portugalskega kardinala - na levi strani ladje, »ena najlepših posmrtnih spomenikov italijanske renesanse« , je bila zgrajena leta 1473 kot spomin na kardinala Jaime de Portugal (nadškof Lizbone, ki je umrl v Firencah leta 1459 kot portugalski veleposlanik). To je edini grob v cerkvi. Kapela je delo izjemnih umetnikov v Firencah: zasnovala ga je Brunelleschijeva delavnica, Antonio Manetti in po njegovi smrti končal Antonio Rossellino. Nagrobnih sta izdelala Antonio in Bernardo Rossellino. Dekoracijo kapele so izdelali Alesso Baldovinetti, Antonio in Piero del Pollaiuolo ter Luca della Robbia.

## Zunanjost
Geometrijsko oblikovana marmorna fasada se je verjetno začela okoli leta 1090, čeprav so zgornji deli iz 12. stoletja ali poznejši, ki jih je financirala florentinska Arte di Calimala (cehovska trgovska družba), ki je bila odgovorna za vzdrževanje cerkve od leta 1288. Orel na fasadi je bil njihov simbol.
Zvonik se je porušil leta 1499 in je bil leta 1523 nadomeščen, a nikoli končan. Med obleganjem Firenc leta 1530 so ga branilci uporabili kot artilerijsko ploščad, Michelangelo pa ga je bil zavil v žimnice, da bi ga zaščitil pred sovražnim ognjem.

## Cerkveni kompleks
V bližini cerkve je čudovit križni hodnik, načrtovan že leta 1426 in zgrajen med 1443 do sredine 1450-ih. Oblikovali sta ga Bernardo in Antonio Rosselino, financirala pa Arte della Mercantia . Tu je tudi utrjena škofovska palača, zgrajena leta 1295 in kasneje uporabljena kot vojašnica in bolnišnica. Celoten kompleks obkroža obrambno obzidje, ki ga je Michelangelo zgradil med obleganjem, leta 1553 pa ga je Cosimo I. de' Medici razširil v pravo utrdbo (fortezza). Obzidje zdaj zapira monumentalno pokopališče, Porte Sante, ki je bilo postavljeno leta 1854. Tu so pokopani: Carlo Collodi, ustvarjalec Pinocchia, politik Giovanni Spadolini, slikar Pietro Annigoni, pesnik in avtor Luigi Ugolini, filmski producent Mario Cecchi Gori, kipar Libero Andreotti, lepa umetnica Maria Luisa Ugolini Bonta, sopranistka Marietta Piccolomini, pisatelj Giovanni Papini in eksperimentalni fizik Bruno Benedetto Rossi.

## V popularni kulturi
Cerkev je služila kot pomembna kulisa v filmu Obsession, Briana de Palme, leta 1976.
16. junija 2012 je bila prirejena cerkvena poroka nizozemske kraljeve princese Caroline iz rodbine Bourbon-Parma s poslovnežem Albertom Brenninkmeijerjem.